# Sabinianus (oströmischer Feldherr)
(Flavius) Sabinianus war ein oströmischer Feldherr des 5. und 6. Jahrhunderts nach Christi Geburt. Er war der Sohn des aus einfachen Verhältnissen stammenden magister militum per Illyricum Sabinianus Magnus, den Kaiser Zenon im Jahre 481 hatte hinrichten lassen.

## Leben
Trotz des Schicksals seines Vaters machte Sabinianus als Offizier im oströmischen Heer Karriere. Er stieg in den Kämpfen Ostroms gegen die vordringenden „Barbaren“ (Germanen, Hunnen und Bulgaren), die in die römischen Donau-Provinzen  eingedrungen waren, schnell bis zum magister militum per Illyricum auf und erlangte damit dieselbe Position, die auch schon sein Vater innegehabt hatte. Andere spätantike Autoren bezeichnen seine Titel allerdings anders, etwa Marcellinus, der ihn ductor militiae nennt oder dux bei Ennodius, während Jordanes in der Gotengeschichte ihn ausdrücklich als magister militum per Illyricum bezeichnet, dem im oströmischen Heer üblichen amtlichen Heerführertitel an einem größeren Kriegsschauplatz. Da Sabinianus der Oberbefehlshaber der römischen Truppen in den Donau-Provinzen war und gegen die über Donau und Save eingedrungenen Heerhaufen des Mundo, bestehend aus Goten, Hunnen und Herulern, kämpfte, ist wohl der Titel magister militum wahrscheinlich. 
Dieser Mundo hatte sich dem ostgotischen Feldherrn Pitzia, der für seinen König Theoderich den Großen die Gepiden besiegt hatte, angeschlossen. Da dieses gotische, durch Mundos Scharen verstärkte Heer Illyricum brandschatzte, griff Sabinianus das gotische Heer an. In einer großen Schlacht bei Horreum Margi in der Ebene zwischen Donau und Morava (505) wurden die oströmischen Truppen, die sich noch durch 10.000 Bulgaren verstärkt hatten, vernichtend geschlagen. Sabinianus musste sich mit den Resten seiner Truppen in das Kastell Nato zurückziehen. Cassiodor spricht in seiner Chronik für das Jahr 504 (die Schlacht fand allerdings 505 statt) von victis Bulgaribus, Ennodius von exterminatis. Wie dem auch sei, ob nur das bulgarische Kontingent oder wie bei Ennodius das ganze Heer vernichtet wurde, das Ergebnis dieser Schlacht war das Ende der römischen Herrschaft in Illyricum und die Aufgabe der Donau-Save-Grenze.  
Unabhängig von den militärischen Ereignissen wurde Sabinianus im Jahre 505 Konsul für den Ostteil des Römischen Reiches, während Flavius Theodorus Konsul des Westteils wurde.